# لایه زایا
لایهٔ زایا (به انگلیسی: Germ layer)، لایهٔ اولیه‌ای است از سلول‌هایی که در دوران رویان‌زایی تشکیل می‌شود.
لقاح باعث تشکیل سلول تخم (زیگوت) می‌شود. در طی مرحلهٔ بعدی، از زیگوت، تودهٔ سلولی توخالی پدید می‌آید به نام بلاستولا.
در انسان‌ها، پس از حدود ۳ روز، زیگوت تبدیل به تودهٔ توپری از سلول‌ها می‌شود (در اثر تقسیم میتوزی) به نام مورولا. در ادامه به بلاستوسیست تبدیل می‌شود که شامل یک لایهٔ سلولی خارجی است به نام تروفوبلاست و تودهٔ داخلی سلول‌ها به نام امبریوبلاست. تودهٔ سلولی داخلی شامل دو لایه است، هیپوبلاست و اپی بلاست.
اپی بلاست لایهٔ جدیدی می‌سازد به نام اندودرم. در ادامه لایهٔ دومی به نام مزودرم تشکیل می‌شود. لایهٔ خارجی اکتودرم نام دارد.

## مرور کلی سه لایه
مرور اجمالی بر هر یک از لایه‌ها:
لایهٔ اول: لایهٔ داخلی است، اندودرم یا اندوبلاست نامیده می‌شود، سیستم گوارشی یا تنفسی را می‌سازد که شامل غددی مشابه پانکراس، تیروئید و کبد و تیموس هستند.
لایهٔ دوم: لایهٔ میانی است و مزودرم نامیده می‌شود و استخوان‌ها، غضروف‌ها، دستگاه گردش خون، لایهٔ داخلی پوست، عضلات، دستگاه تناسلی، دستگاه ترشحی و لایه پوشانندهٔ خارجی را می‌سازد.
لایهٔ سوم: که خارجی‌ترین لایه است، اکتودرم یا اکتوبلاست نامیده می‌شود و دستگاه عصبی، مغز، اپیدرم را می‌سازد که شامل پوست، ناخن و موهای کودک هستند.

## اندودرم
اندودرم یکی از لایه‌های زایایی است که در دوران جنینی تشکیل می‌شود.
اندودرم در ابتدا شامل سلول‌های مسطح است که در نهایت استوانه‌ای می‌شوند. این لایه به لایهٔ پوشانندهٔ کل لولهٔ گوارشی تبدیل می‌شود به جز دهان و حلق و بخش انتهایی رکتوم. همچنین سلول‌های پوشانندهٔ همهٔ غدد را ایجاد می‌کند که در لولهٔ گوارش باز می‌شود مثل کبد و پانکراس، اپی تلیوم مجرای شنوایی و حفرهٔ تمپانیک، نای، نایژه و سلول‌های هوایی ریه‌ها، مثانه و اورترا، فولیکول‌های پوشانندهٔ تیروئید و تیموس.
اندودرم در تشکیل بخش‌های زیر نقش دارد:
- معده
- کولون
- کبد
- پانکراس
- مثانه
- بخش‌های اپی تلیالی نای
- ریه
- حلق
- تیروئید
- پاراتیروئید
- روده‌ها

## مزودرم
لایهٔ مزودرم ژرمینال در جنین از تریپلوبلاستیک حیوانات ایجاد می‌شود. این لایه بین اندودرم و اکتودرم تشکیل می‌شود. مزودرم، سلوم را تشکیل می‌دهد. اندام‌های داخل سلوم حرکت، رشد و نمو مستقل از دیوارهٔ بدن دارند.
مزودرم ترکیبات مختلفی دارد که بافت‌هایی را تشکیل می‌دهد شامل:
مزودرم حد واسط، مزودرم پاراکسیال، مزودرم صفحه جانبی و کوردا مزودرم. کوردا مزودرم تبدیل به نوتوکورد می‌شود.
مزودرم حد واسط به کلیه‌ها و گنادها (غدد جنسی) تمایز می‌یابد. نوع پاراکسیال به غضروف، عضلات اسکلتی و درم تبدیل می‌شود. مزودرم صفحهٔ جانبی دستگاه گردش خون (شامل قلب و طحال)، دیوارهٔ روده و دیوارهٔ شکمی را تشکیل می‌دهد.
مزودرم بخش‌های زیر را شکل می‌دهد:
- عضلات (صاف و مخطط)
- استخوان
- غضروف
- بافت همبند
- بافت چربی
- دستگاه گردش خون
- دستگاه لنفاوی
- درم (پوست)
- دستگاه ادراری تناسلی
- غشاهای سروزی
- نوتوکورد

## اکتودرم
اکتودرم لایهٔ خارجی جنین را می‌سازد و از اپی بلاست جنینی تشکیل می‌شود. اکتودرم تبدیل می‌شود به اکتودرم سطحی، ستیغ عصبی و لولهٔ عصبی.
اکتودرم سطحی به بخش‌های زیر تبدیل می‌شود:
- اپی درم
- مو
- ناخن
- عدسی چشم‌ها
- غدد چربی پوست
- قرنیه
- مینای دندان
- اپی تلیوم دهان و بینی

ستیغ عصبی اکتودرم به بخش‌های زیر تبدیل می‌شود:
- دستگاه عصبی محیطی
- بخش مرکزی غدهٔ فوق کلیوی (آدرنال)
- ملانوسیت‌ها
- غضروف‌های سطحی
- عاج دندان

لولهٔ عصبی اکتودرم به بخش‌های زیر تبدیل می‌شود:
- مغز
- طناب نخاعی
- هیپوفیز خلفی
- نورون‌های حرکتی
- شبکیه